# Инес Ајановић
Инес Ајановић (Београд, 12. новембар 1980) је српска кошаркашица.

## Биографија
Висока је 196 cm и игра на позицији крилног центра. На почетку каријере наступала је за београдску Црвену звезду. Након тога је 2004. године отишла у иностранство и наступала за мађарски Сегед КЕ. У каријери је још играла за клубове у Италији, Француској, Пољској, Бразилу и Шпанији.
За женску кошаркашку репрезентацију Србије је играла на Европским првенствима 2005, 2009 и 2013. године.